# Futbol'nyj Klub Lokomotiv Moskva 2007
Questa voce raccoglie le informazioni riguardanti la Lokomotiv Moskva nelle competizioni ufficiali della stagione 2007.

## Stagione
La Lokomotiv Mosca, allenata da Anatolij Byšovec, nel 2007 concluse il campionato al settimo posto. In Coppa di Russia la squadra moscovita fu sconfitta al quinto turno dall'Ural. Il cammino dei Loko in Coppa UEFA si concluse nella fase a gironi, dove finirono ultimi.

## Maglie e sponsor
|  | Casa |  | Trasferta |

## Rosa

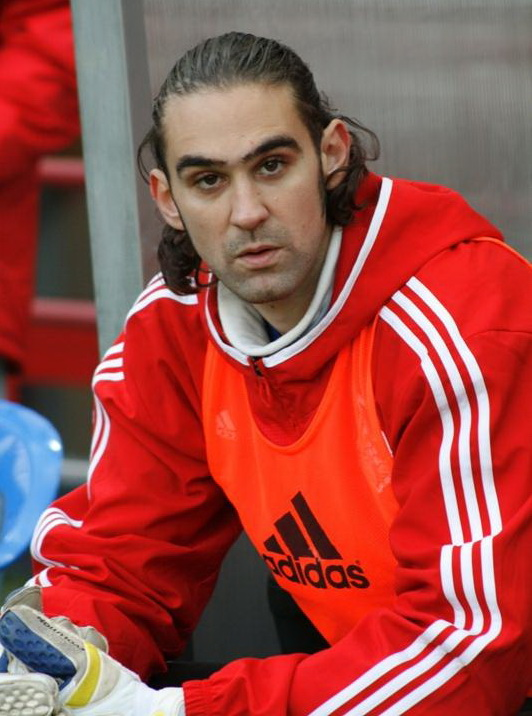
Ivan Pelizzoli, neo acquisto della Lokomotiv Mosca

| N. |                                 | Ruolo | Calciatore           |
| -- | ------------------------------- | ----- | -------------------- |
|    | Uzbekistan (bandiera)           | P     | Aleksey Polyakov     |
|    | Svizzera (bandiera)             | P     | Eldin Jakupović      |
|    | Italia (bandiera)               | P     | Ivan Pelizzoli       |
|    | Serbia (bandiera)               | D     | Branislav Ivanović   |
|    | Bosnia ed Erzegovina (bandiera) | D     | Emir Spahić          |
|    | Brasile (bandiera)              | D     | Rodolfo Dantas Bispo |
|    | Russia (bandiera)               | D     | Dmitrij Sennikov     |
|    | Russia (bandiera)               | D     | Sergej Efimov        |
|    | Uzbekistan (bandiera)           | D     | Oleg Pašinin         |
|    | Georgia (bandiera)              | D     | Malkhaz Asatiani     |
|    | Brasile (bandiera)              | D     | Fininho              |
|    | Slovacchia (bandiera)           | D     | Marián Had           |
|    | Russia (bandiera)               | C     | Renat Janbaev        |

| N. |                        | Ruolo | Calciatore            |
| -- | ---------------------- | ----- | --------------------- |
|    | Russia (bandiera)      | C     | Dmitrij Los'kov       |
|    | Uzbekistan (bandiera)  | C     | Vladimir Maminov      |
|    | Bielorussia (bandiera) | C     | Sjarhej Hurėnka       |
|    | Russia (bandiera)      | C     | Marat Izmajlov        |
|    | Russia (bandiera)      | C     | Dinijar Biljaletdinov |
|    | Russia (bandiera)      | C     | Roman Koncedalov      |
|    | Russia (bandiera)      | C     | Aleksandr Samedov     |
|    | Romania (bandiera)     | C     | Răzvan Cociș          |
|    | Tunisia (bandiera)     | C     | Chaker Zouaghi        |
|    | Scozia (bandiera)      | A     | Garry O'Connor        |
|    | Russia (bandiera)      | A     | Dmitrij Syčëv         |
|    | Mali (bandiera)        | A     | Dramane Traoré        |
|    | Nigeria (bandiera)     | A     | Peter Odemwingie      |

## Risultati

### Coppa di Russia
| Arbitro: | Reznikov (Jaroslavl') |

|               |           |  |
| Radkevič 116’ | Marcatori |  |

### Coppa UEFA

#### Qualificazioni
| Arbitro: | Mikulski |

|             |           |                                           |
| Collins 31’ | Marcatori | 61’ Samedov 69’ Biljaletdinov 90+1’ Syčëv |

| Arbitro: | Kasnaferis |

|                               |           |  |
| Biljaletdinov 10’ Maminov 15’ | Marcatori |  |

#### Fase a gironi
| Arbitro: | Clattenburg |

|                                       |           |                            |
| Biljaletdinov 27’ Odemwingie 61’, 64’ | Marcatori | 16’, 85’ Agüero 47’ Forlán |

| Arbitro: | Meyer |

|             |           |              |
| Diamond 26’ | Marcatori | 45’ Ivanović |

| Arbitro: | Brugger |

|  |           |                       |
|  | Marcatori | 62’ (rig.) Nordstrand |

| Arbitro: | Circhetta |

|                      |           |  |
| Salpiggidīs 70’, 74’ | Marcatori |  |

## Statistiche

### Statistiche di squadra
| Competizione    | Punti | Totale | Totale | Totale | Totale | Totale | Totale | DR |
| Competizione    | Punti | G      | V      | N      | P      | Gf     | Gs     | DR |
| --------------- | ----- | ------ | ------ | ------ | ------ | ------ | ------ | -- |
| Prem'er-Liga    | 41    | 30     | 11     | 8      | 11     | 39     | 42     | -3 |
| Coppa di Russia | -     | 1      | 0      | 0      | 1      | 0      | 1      | -1 |
| Coppa UEFA      | 2     | 6      | 2      | 2      | 2      | 9      | 8      | +1 |
| Totale          | 43    | 37     | 13     | 10     | 14     | 48     | 51     | -3 |